# Fontaine de Jarente

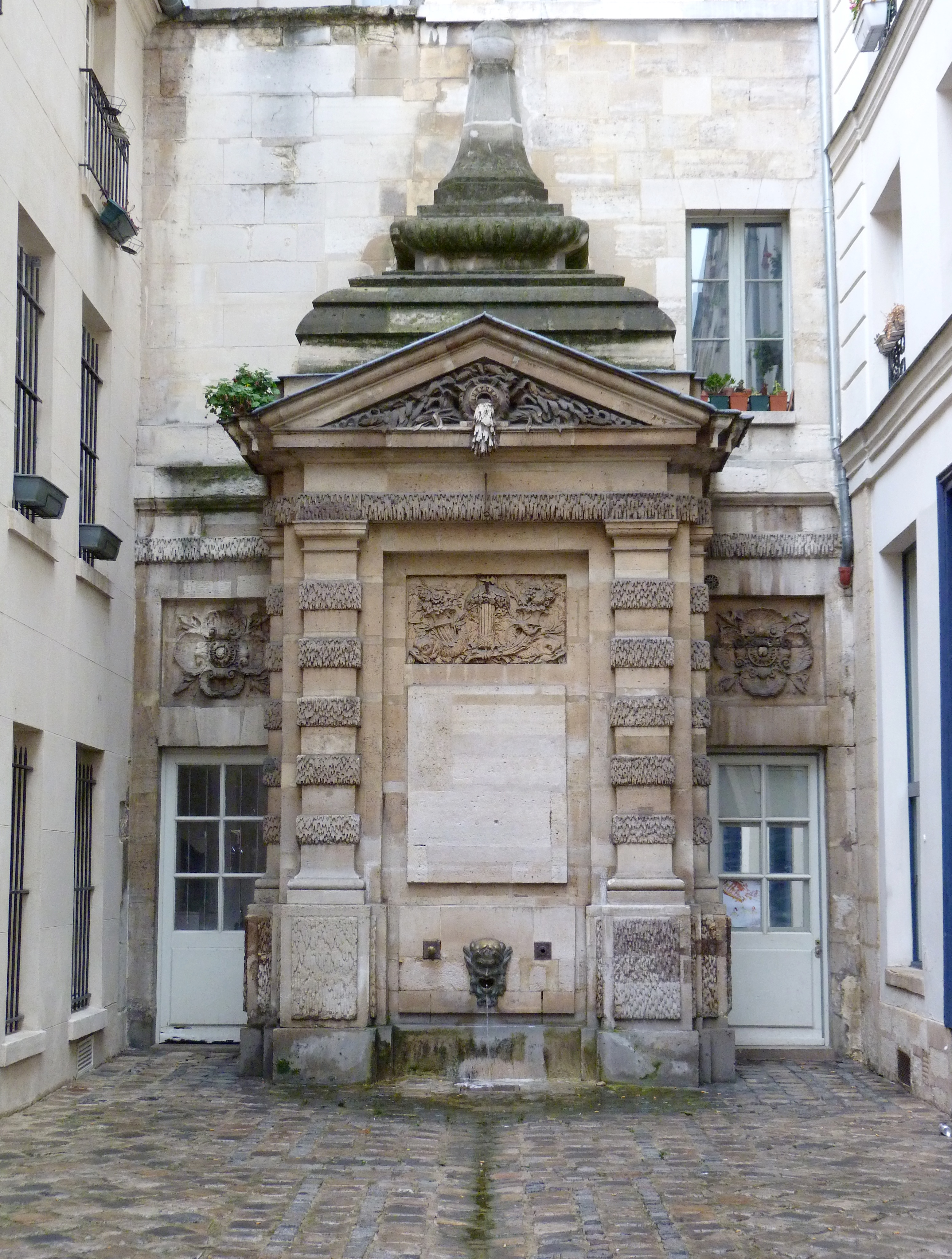
Fontaine de Jarente

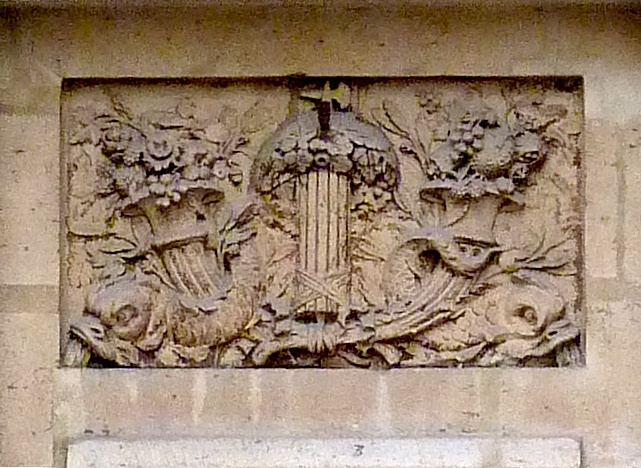
Relief

Die Fontaine de Jarente, auch als Fontaine de la Poissonnerie oder Fontaine d’Ormesson bezeichnet, ist ein Brunnen am Ende einer Sackstraße, der Impasse de la Poissonnerie. Der Brunnen im 4. Arrondissement von Paris ist seit 1925 als Baudenkmal (Monument historique) geschützt.

## Geschichte
Die Fontaine de Jarente wurde 1783 errichtet, als auf dem Gelände des aufgelösten Priorats Sainte-Catherine-du-Val-des-Écoliers ein neues Stadtviertel zwischen der Rue de Turenne, der Rue de Sévigné, der Rue des Francs-Bourgeois und der Rue Saint-Antoine errichtet wurde. Neben neuen Straßen wurde der Marché Sainte-Catherine auf dem Place du Marché-Sainte-Catherine geschaffen. Da die Fischhändler auf dem Markt frisches Wasser benötigten, wurde die Fontaine de Jarente errichtet.

## Beschreibung
Der Brunnen, der am Ende der Sackstraße an ein Haus angebaut ist, wurde nach Plänen des Architekten Caron errichtet. Das Brunnenhaus, an dessen Schmalseiten sich Hauseingänge befinden, wird von zwei dorischen Pilastern gerahmt, auf denen ein Dreiecksgiebel aufliegt. Das Tympanon zeigt eine Vase aus der Wasser fließt und die von Rosen umrahmt wird. Der Brunnen wird von einem pyramidenartigen Dach bekrönt. Zwischen den Pilastern, abwechselnd aus glatten und bossierten Steinen geschaffen, befindet sich unten der Wasserauslauf und darüber ein rechteckiges Relief mit der Darstellung eines Rutenbündels mit Eichenlaub, gerahmt von Füllhörnern und Delfinen. Der bronzene Wasserauslauf besteht aus einem Maskaron in Form eines Satyr.